# Xantares
İsmailcan Dörtkardeş, známý spíše jako Xantares (* 14. listopad 1995 Istanbul), je turecký profesionální hráč videohry Counter-Strike 2. Je považován za nejlepšího tureckého hráče FPS videoher současnosti. 

## Život a kariéra
Narodil se v srpnu 1995 v tureckém Istanbulu. Profesionálně začal hrát Counter-Strike v roce 2012 jako člen menšího esportového týmu HWA Gaming. V roce 2015 se stal členem již známějšího tureckého e-sport týmu zvaného Space Soldiers, se kterým za své působení do roku 2018 získal celou řadu úspěchů, přičemž nejviditelnější byl v tomto období Xantares jako nejúspěšnější hráč reprezentující Turecko. V letech 2018 až 2021 byl členem týmu BIG Clan a v letech 2021 až 2025 týmu Eternal Fire, než se v roce 2025 stal členem týmu Aurora Gaming. 
Xantares je známý jako tzv. entry fragger (tj. hráč, který se v daném kole snaží zabít protivníka jako první). Kromě toho je známý pro svou specifickou polohu před monitorem, který často má velmi blízko u obličeje. Portál Gamurs Xanterese označil jako nejlepšího tureckého hráče videoher vůbec a jako zcela klíčovou postavu pro úspěchy, kterých týmy, ve kterých hrál, dosáhly. V roce 2024 byl portálem HLTV zařazen mezi 20 nejlepších hráčů této videohry. 